# 빈첸시오 드 폴
빈첸시오 드 폴(Vincent de Paul, 1581년 4월 24일 ~ 1660년 9월 27일) 또는 빈첸시오 아 바오로(Vincentius a Paulo)는 프랑스의 로마 가톨릭 사제이다.
프랑스 닥스의 컬리지에서 공부하고 툴루즈 대학교를 나온 뒤, 1600년에 사제로 서품 되었다. 성 빈첸시오 아바오로 회와 라자로회를 설립하였고, 루이즈 드 마리약과 함께 애덕회를 설립하였다. 신학교를 설립하여 사제를 양성하였으며, 프롱드의 난의 희생자들을 위한 구호소를 설립하였다.
1737년 6월 16일 교황 클레멘스 12세에 의해 시성되었으며, 1885년 교황 레오 13세에 의해 자선단체 수호성인으로 선포되었다.
그와 관련해서는 빈첸시오 아바오로회가 1898년 그의 이름을 따 지은 4년제 대학교인 드폴 대학교가 있다.